# Zera Iacob Amhà Selassié
Zera Iacob Amhà Selassié (Ge'ez ዘርአ ያዕቆብ አምሃ ሥላሴ; Addis Abeba, 17 agosto 1953) è un nobile etiope, pretendente al trono d'Etiopia, nipote dell'ultimo imperatore Hailé Selassié e figlio dell'ultimo re Amhà Selassié, morto in esilio.
È a capo della Dinastia Salomonide dal 17 febbraio 1997 ed è riconosciuto come tale dal consiglio reale d'Etiopia.